# Louma (grue)

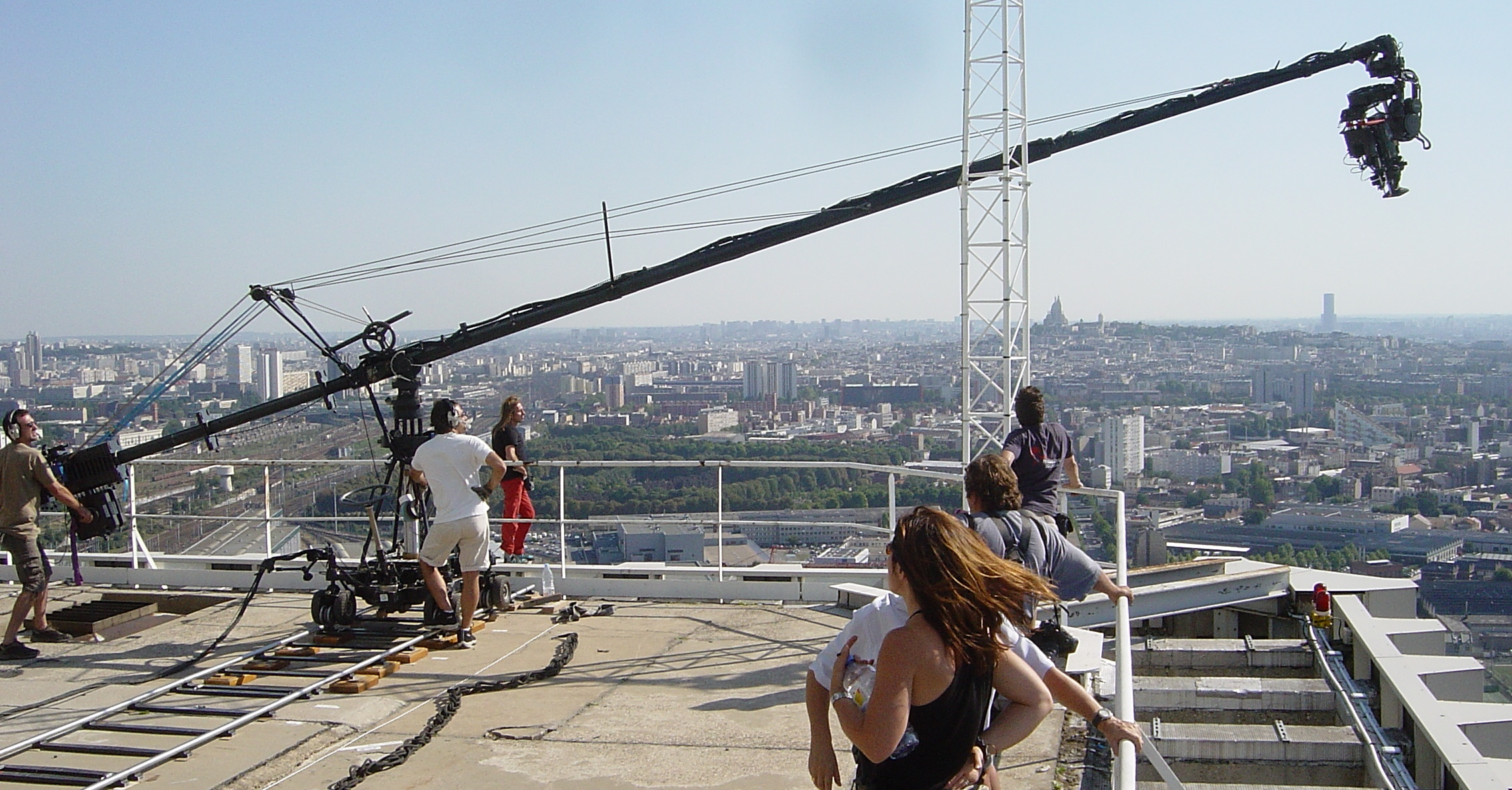
Une Louma en tournage.

Une Louma est une caméra de prise de vue fixée sur une grue, munie d'un système de contrôle à distance. Ce dispositif a été mis au point par deux Français, Jean-Marie Lavalou et Alain Masseron, d'où le nom, composé à partir des patronymes LavaLOU et MAsseron. La Louma fut la première grue permettant de télécommander la caméra depuis le sol. Louma est une marque déposée.

## Histoire
La Louma est développée dans le cadre de l'Établissement cinématographique et photographique des armées, pour résoudre un problème de travelling dans un sous-marin ; certaines parties étaient en bois. Les créateurs continuent de travailler sur la grue, et grâce à elle dans un premier court métrage réalisé en 1974 par Pascal Aubier, La Champignonne, la caméra évolue longuement dans un décor boisé et irrégulier en un seul plan séquence de près de 10 minutes. C'est ensuite Roman Polanski qui emploie le système pour le long plan du générique du long métrage Le Locataire (1976). Les créateurs, souhaitant montrer leur invention à Steven Spielberg, l'installent sur la terrasse de son hôtel au cours du Festival de Deauville. Convaincu, Spielberg fait venir de France une Louma pour tourner des plans-séquences inédits à l'époque dans son film 1941. C'est une des premières utilisations de la Louma dans le cinéma hollywoodien.
Par la suite, elle est utilisée par Pascal Aubier (Le Chant du départ), et par Wim Wenders (L'Ami américain). Elle fait son apparition dans les fictions télévisées, dans le Grand Echiquier de Jacques Chancel, puis dans les retransmissions de concerts notamment.
Connue dans le monde entier, la Louma obtient un Oscar technique en 2005, ce qui est exceptionnel pour une machine inventée trente ans auparavant.

## Caractéristiques
Munie d'un bras rigide modulaire, de 90 centimètres à 9,70 mètres de long à partir du point de pivot, la Louma permet des mouvements de caméra très variés. L'opérateur contrôle le cadre sur un moniteur vidéo, à partir d'une régie dotée de manivelles, comme une tête classique. Il existe également une commande par manche (Panbar).
Dans le même mouvement, l'axe optique peut aller d'une hauteur de 15 cm à plus de 8 mètres ; ce débattement vertical est augmenté si la Louma est installée en surplomb. La Louma est entièrement démontable.
La tête est équilibrée dans tous les axes (rotation autour de l'axe optique, panoramique vertical et horizontal) autour du centre d'inertie de la masse qu'elle forme avec la caméra. L'effort mécanique des moteurs ainsi réduit, les mouvements sont très fluides.
Par ailleurs, le bras (flèche) de la grue lui-même est équilibré autour de son centre d'inertie, de manière à rester immobile dans n'importe quelle position. De ce fait, la Louma est une grue dont le chef-machiniste peut lâcher le bras quelle que soit sa position, sans qu'il cherche à revenir à sa position d'équilibre. Ce bras équilibré dans toutes ses positions permet au chef-machiniste une grande aisance dans l'exécution des mouvements, et une économie d'effort physique.
La Louma possède un dispositif d'aide au cadre. Appelé SmartPan, inventé par Nicolas Pollacchi et Andy Romanoff, réglable selon la sensibilité de l'opérateur, il compense automatiquement le panoramique de la tête caméra en sens inverse de celui du bras de la grue : le cadreur évite de mouliner de la main droite pendant un panoramique de grande ampleur ; mais il reste totalement maître de son cadre, qu'il peut modifier à tout moment pendant le mouvement d'appareil. Seule la Louma dispose d'une telle aide au cadre.

## La Louma 2
Pour la nouvelle génération (Louma 2) la grue est télescopique de 9,75 m. Son mécanisme rend la longueur de la flèche modifiable pendant l'opération ; cela permet, par exemple, de transformer le mouvement de rotation en véritable travelling (frontal, arrière ou latéral) dont tous les paramètres (hauteur caméra, places d'arrivée et de départ, vitesse) sont modifiables à volonté.
Elle bénéficie d'une assistance informatique qui aide le cadreur et le machiniste à accomplir des mouvements de caméra complexes (modification automatique de la longueur de la flèche en compensation de l'arc de la grue pour réaliser un travelling droit). Elle est équipée du système « Back Pan », qui est une compensation automatique de la tête caméra lors du débattement du bras.
La Louma 2 possède sa propre tête 2 ou 3 axes, commandée par manivelles, mais elle peut aussi être équipée d'autres têtes.